# セオドロス2世 (アレクサンドリア総主教)
アレクサンドリアおよび全アフリカのパパ・総主教セオドロス2世（ギリシア語: Πάπας και Πατριάρχης Αλεξανδρείας και πάσης Αφρικής Θεόδωρος Β΄、俗名ニコラオス・ホレフタキス：Νικόλαος Χορευτάκης、1954年11月25日 - ）は、現在の正教会（ギリシャ正教）のアレクサンドリア総主教である。公式な称号は「聖にして至りて福（さいわい）なる、大いなる都市アレクサンドリア・リビア・ペンタポリス・エチオピア・全エジプトと全アフリカのパパならびに総主教、父達の父、牧者達の牧者（羊飼い達の羊飼い）、主教達の主教、第13の使徒、全地の調停者」。セオドロス2世はアフリカとマダガスカルにおける正教会の指導者である。

日本正教会における教会スラヴ語風表記に従えばフェオドル2世、古典ギリシャ語再建音表記ではテオドロス2世となる。

## 経歴
セオドロス2世はギリシャのクレタ島に1954年に生まれ、そこで義務教育を終えたあと、アテネのリザリオス教会学校を卒業し、アリストテレス・テッサロニキ大学の神学教授資格を取得した。オデッサで芸術史と文学と哲学を学んだ。1975年から1985年まで、首輔祭・クレタのランビストスファキオンの府主教庁の局長を務め、重要な伝道・慈善活動に従事した（若者のためのホステルも活動に含まれる）。1985年から1990年まで、アレクサンドリア総主教ニコラオス6世及びパルセニオス3世のもと、ウクライナのオデッサにおいてロシアにおけるアレクサンドリア総主教代理を務めた。
セオドロスはギリシャ文化研究所とフィリキ・エテリア博物館を600人の子ども達のために設立した。そこではギリシャ文化の教育がおこなわれている。1990年にはキレネの主教に叙聖され、パルセニオス総主教のもとでのアテネ代表に任じられた（1990年から1997年）。セオドロスはいつもパルセニオスのアフリカ訪問や、多くの国際会議・宗教間会議・神学会議に同行していた。

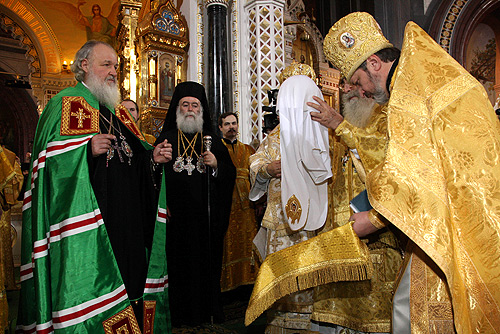
モスクワ総主教キリル1世の着座式、キリル1世がクーコリを受ける場にて。総主教セオドロス2世が後方に写っている

1997年に、セオドロスはアレクサンドリア総主教ペトロス7世の任期初期にあたってペトロス7世を輔佐する副主教となり、10ヶ月後にはカメルーン府主教に選ばれた。セオドロスは精力的に任地で伝道活動にあたった。教会・学校・病院を建設し、多くのアフリカ人と在アフリカギリシャ人を助けた。2002年にはジンバブエ府主教に転任し、ハラレに4箇所の大規模な伝道センターを、400人の団員のためにギリシャ文化センターを、マラウイに2つの大規模な伝道センターを、病院・技術学校・看護学校とともに設立した。ギリシャ議会の援助のもと、彼はモザンビークのベイラにあるエレニックスクエアを復興した。また、聖堂を建設し、ボツワナとアンゴラにいるギリシャ人共同体に寄贈した。
エーゲ海でのヘリコプター事故で、総主教ペトロス7世およびほか高位聖職者数名が事故死すると、2004年10月9日に、アレクサンドリア教会聖シノドにより、満場一致でセオドロスが後任のアレクサンドリアおよび全アフリカのパパ・総主教に選ばれた。着座式はアレクサンドリアの生神女福音大聖堂で、2004年10月24日に行われた。着座式には著名な宗教関係者・市民の代表とともに、多くの信徒の参祷があった。
2009年2月1日に行われた、ロシア正教会モスクワ総主教キリル1世の着座式に出席・陪祷した。